# Volksbad

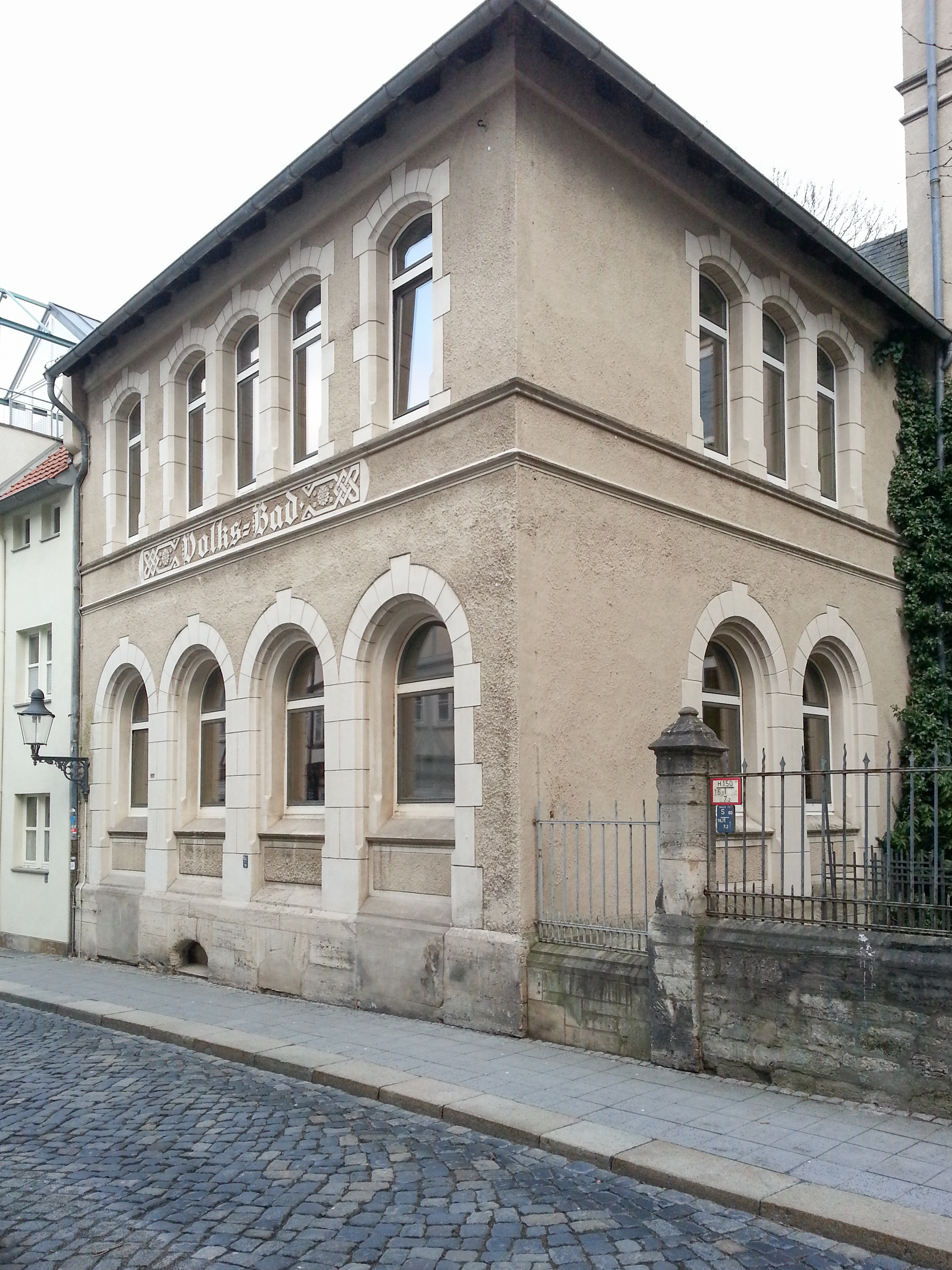
Ehemaliges Volksbad in Braunschweig

Ein Volksbad war ursprünglich eine öffentliche Badeanstalt mit Dusch- oder Wannenbädern, die vor allem den Unterschichten die Möglichkeit zu regelmäßiger Körperpflege bieten sollte. In Bayern und Österreich war die übliche Bezeichnung dafür Tröpferlbad, Volksbrausebad oder kurz Brausebad. Die ersten Volksbäder entstanden in Europa Mitte des 19. Jahrhunderts, wobei England führend war.
Von den alten Volksbädern gibt es in Europa heute nur noch wenige, inzwischen meist aufwendig restaurierte Schwimmhallen, oft in klassizistischem oder Jugendstil. Die alten Volksbäder verloren ihre ursprüngliche Funktion, da heute fast jede Wohnung ein Badezimmer hat, was den Bedarf reduzierte. Zudem konnten die alten Gebäude die neuen Anforderungen an Schwimmbäder (etwa Tauglichkeit für Sportwettkämpfe, Wellnessangebote usw.) nicht erfüllen. Gleichzeitig führte die zunehmende Finanznot die Kommunen zu ihrer Schließung oder Umnutzung (beispielsweise als Disko oder Jugendeinrichtung).

## Geschichte

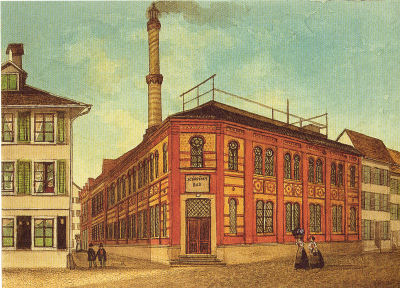
Die Winterthurer Bad- und Waschanstalt, Aquarell von Jakob Ziegler-Sulzberger, 1868

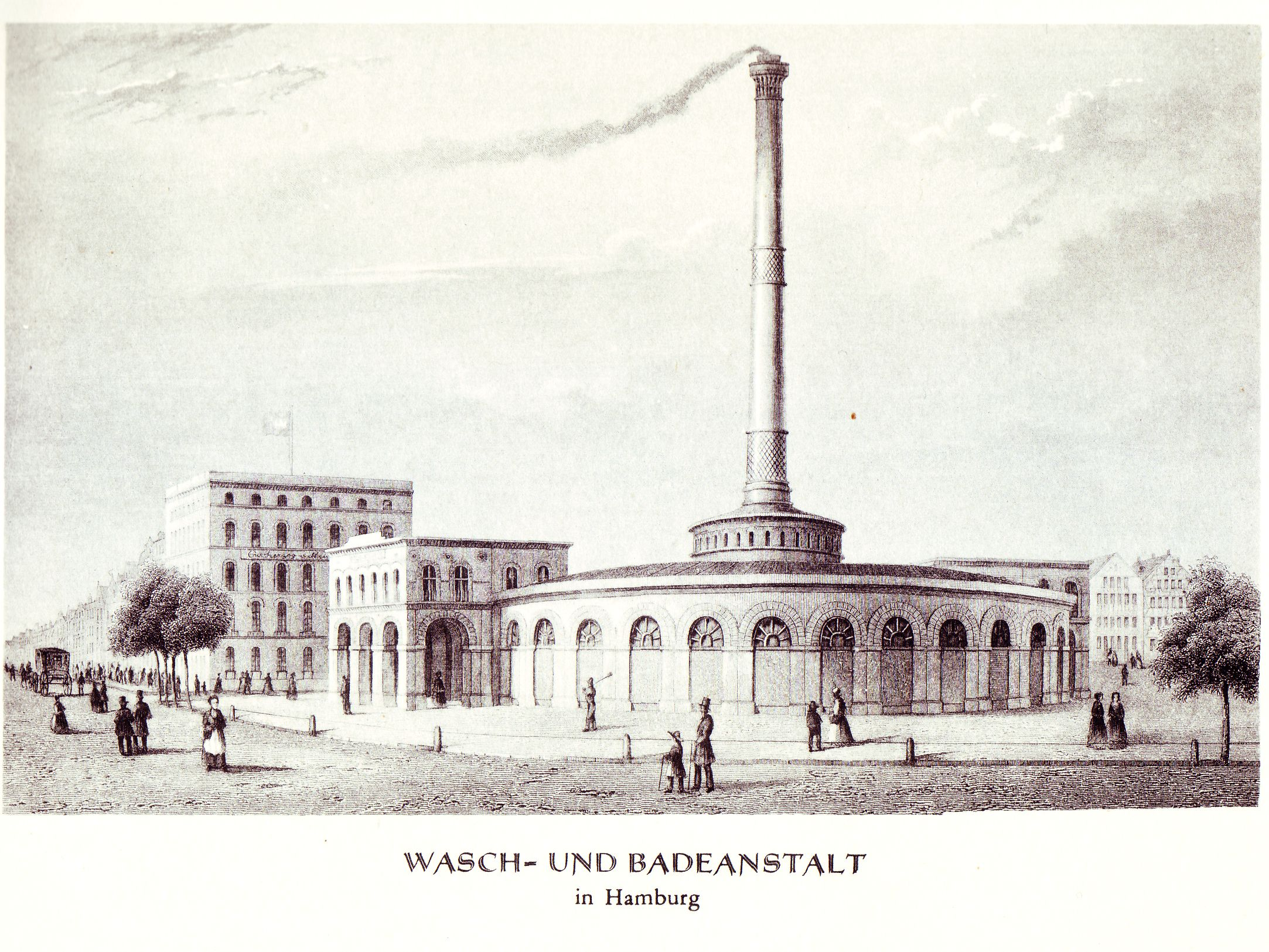
Wasch- und Badeanstalt in Hamburg, 1855

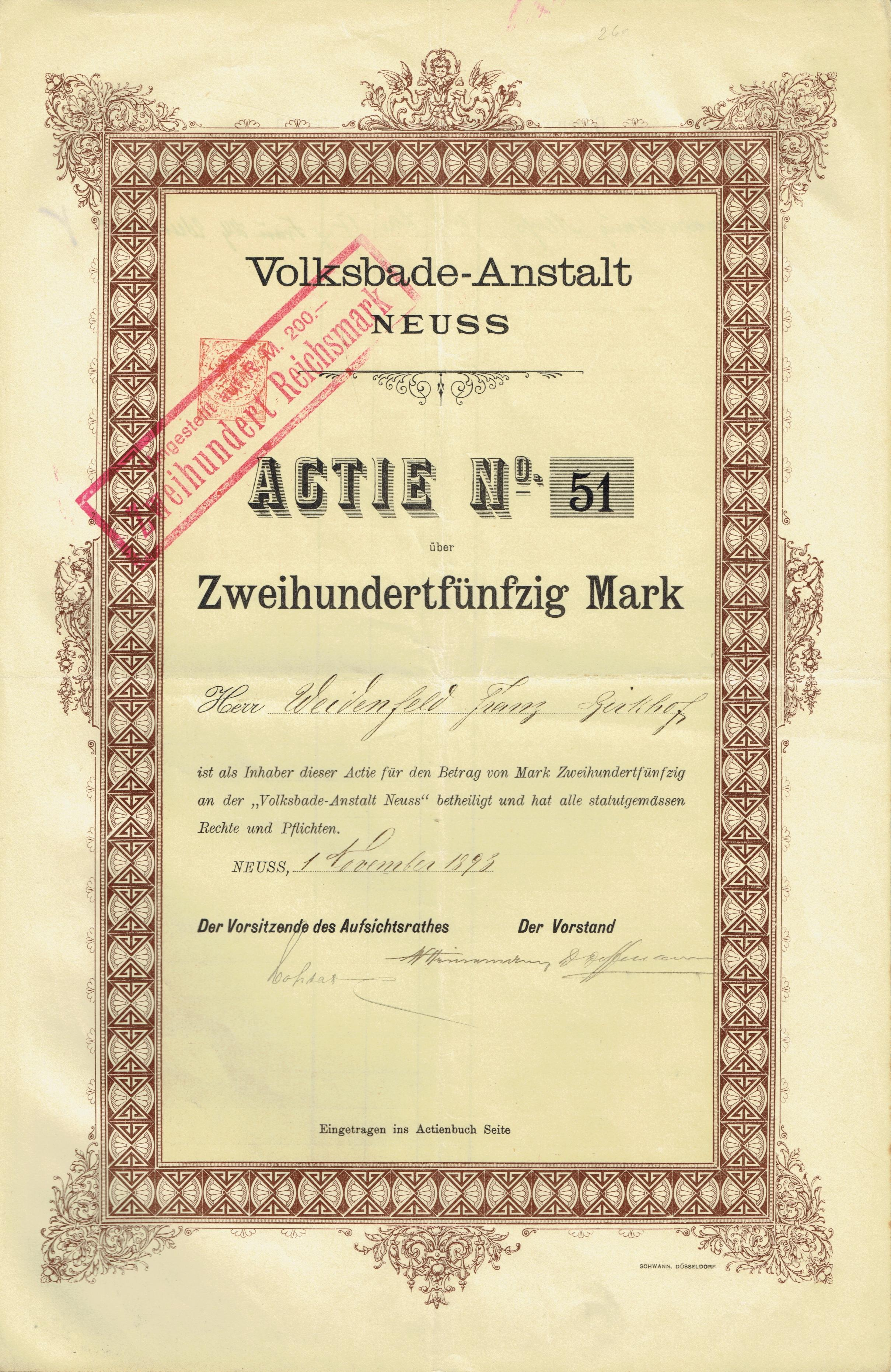
Gründeraktie der Volksbade-Anstalt Neuss vom 1. November 1893

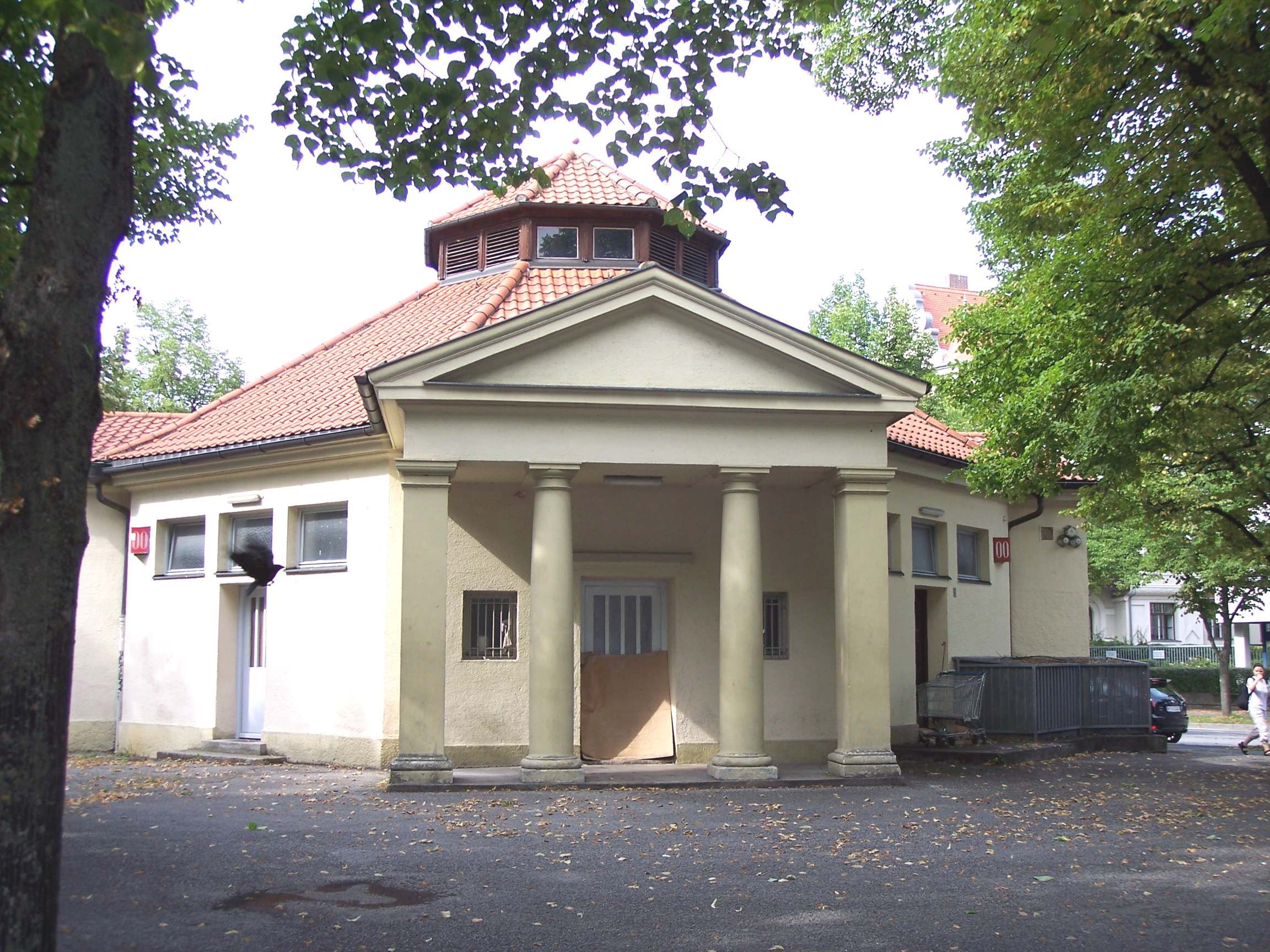
Ehemaliges Brausebad in München an der Theresienwiese (heute ein Gasthaus)

Das Zeitalter der Aufklärung brachte auch in den oberen Bevölkerungsschichten ein Umdenken in puncto Hygiene, die vorher weitgehend vernachlässigt worden war. Da der Großteil der Bevölkerung keinen Zugang zu fließendem Wasser hatte, von Badeeinrichtungen ganz zu schweigen, setzten sich Mediziner dafür ein, öffentliche Badeanstalten einzurichten. 1842 wurde in Liverpool die erste öffentliche Wasch- und Badeanstalt für Arbeiter eingerichtet, weitere Städte in England folgten bald diesem Beispiel. Die erste belgische Badeanstalt gab es in Brüssel (1854), die erste der Schweiz in Winterthur (Bad- und Waschanstalt Winterthur, 1864). Das Berliner Admiralsgartenbad, eine Badeanstalt in Bremen und das Bad am Praterstern in Wien bezeichnet Meyers Konversationslexikon 1888 als modernste Einrichtungen dieser Zeit.
Das erste deutsche Volksbad entstand 1855 in Hamburg am Schweinemarkt. Es verfügte über 65 Badewannen und 56 Waschstände zum Wäschewaschen. Finanziert wurde der Bau mit Hilfe von Aktien und Spenden reicher Bürger. 1860 eröffnete in Magdeburg die erste öffentliche Badeanstalt mit einem Schwimmbecken. In Berlin gab es das erste Volksbad 1879. Weitere Bäder errichtete man  unter anderem in München, Augsburg, Breslau, Darmstadt, Flensburg, Gießen, Kassel, Nürnberg, Stettin, Striegau (Niederschlesien), Coburg, Mannheim, Neuss und Jena.
Den öffentlichen Durchbruch, was die Akzeptanz solcher Einrichtungen angeht, schaffte der Berliner Dermatologe Oskar Lassar, der 1874 den Berliner Verein für Volksbäder gründete, dessen Motto lautete: „Jedem Deutschen wöchentlich ein Bad!“ Damit waren keine Wannen-, sondern in erster Linie Brausebäder gemeint; heute spricht man allgemein vom Duschen.

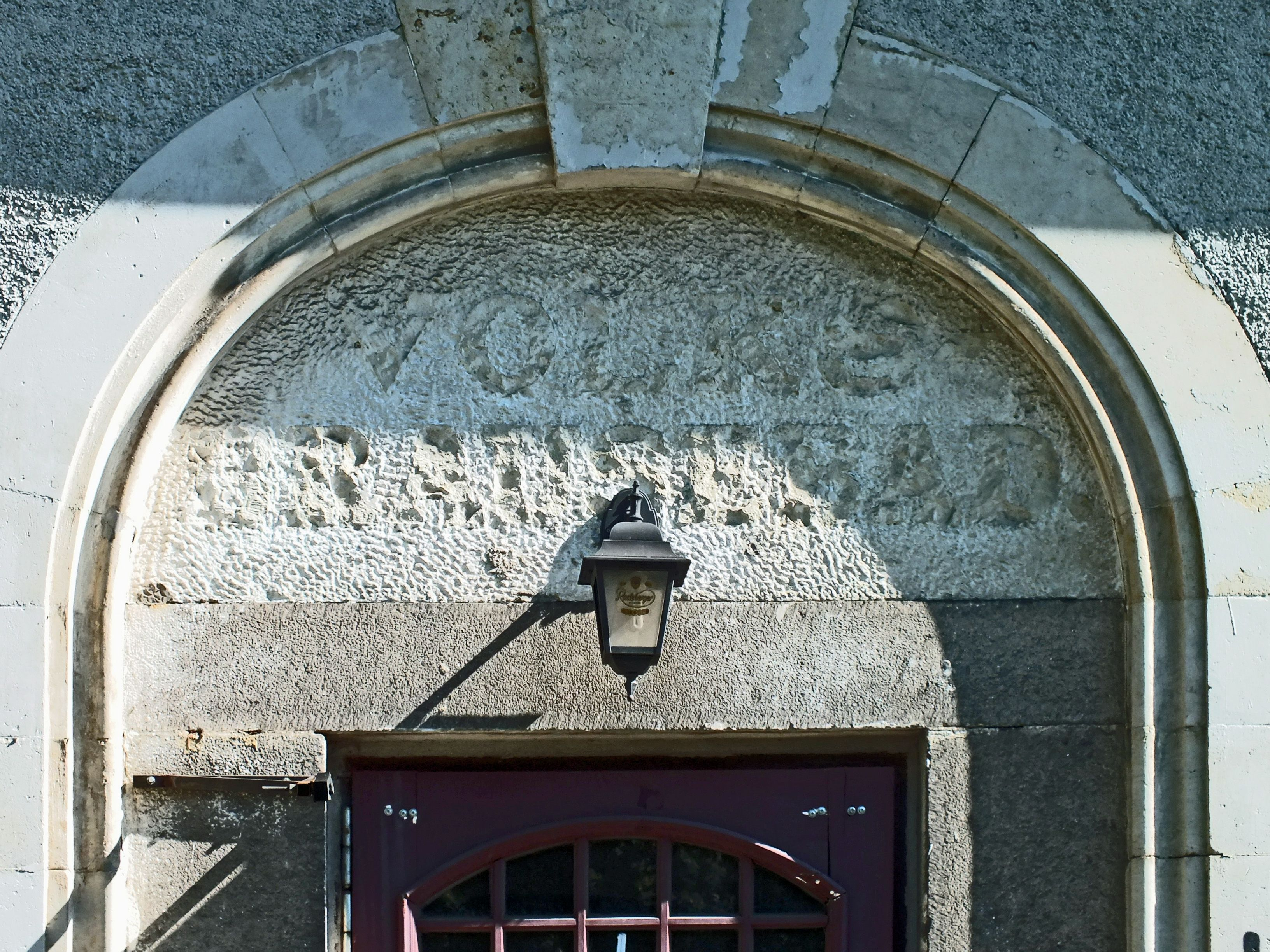
Das Volksbrausebad von Oskar Lassar auf der Berliner Hygieneausstellung 1883

Der entscheidende Erfolg bei der Durchsetzung des Volksbrausebads kam mit der Berliner Hygieneausstellung im Jahr 1883. Lassar hatte dort eine 8 × 5 Meter große Wellblechbaracke aufgebaut mit insgesamt zehn Duschzellen für Frauen und Männer. Hier konnte jeder während der Ausstellung für 10 Pfennig ein Brausebad nehmen inklusive Seife und Handtuch. Die Wassertemperatur betrug allerdings nur etwa 28 Grad Celsius, war also eher lau als warm. Die Nachfrage war außerordentlich überzeugend. In der Zeit vom 10. Mai bis zum 30. Juli nutzten insgesamt 7300 Personen das Angebot.
Meyers Konversationslexikon von 1888 widmete dem Volksbrausebad, damals eine absolute Neuheit, einen ausführlichen Artikel:

„Eine größere Bedeutung haben in der neuesten Zeit die Volksbrausebäder erlangt, welche den unbemittelten Volksklassen die Wohlthat gesundheitsfördernder Reinigungsbäder gewähren sollen. Während das in England seit etwa 40, in Deutschland seit ungefähr 35 Jahren in Aufnahme gekommene öffentliche Badewesen die Brausebäder früher nur in Verbindung mit anderen Bäderarten […] kannte, haben sich dieselben als selbständige und ausschließliche Form für Volksbadeanstalten erst neuerdings, insbesondere seit der 1883 in Berlin veranstalteten Hygieneausstellung Eingang verschafft […]. Die Bedingung, ein warmes Reinigungsbad für einen dem Einkommen der ärmeren Bevölkerungsklassen entsprechenden Preis liefern zu können, wird durch das Brausebad erfüllt. […]

Zellen von etwa 1,5 m Länge und 1,10 m Breite werden mit einer festen Brause für warmes Wasser u. einer Schlauchbrause für kaltes (bei Frauenbädern auch für warmes) Wasser versehen. […] Ein einfacher Ecksitz, darüber ein Kleiderrechen und ein kleiner Spiegel sowie ein in der Nähe der Brause befestigter Seifennapf vervollständigen die Ausstattung der Zellen. Diese Einfachheit, besonders aber das Fehlen jeden Badegefäßes und somit der Gelegenheit zur Ablagerung von Unreinlichkeiten und Ansteckungsträgern machen die Brausebäder namentlich vom hygienischen Standpunkt aus zu einer überaus geeigneten Form für Volksbäder. Durch Zusammenlegung einer größern Zahl von Zellen wird die Badeanstalt gebildet, zu deren Vervollständigung dann noch eine Wäscherei, […] Aborte und Gerätegelasse gehören.“

Das Lexikon berichtet weiter, dass in Berlin 1888 zwei Volksbäder eröffnet wurden, in denen im ersten Betriebsjahr 175.998 Besuche gezählt wurden; in beiden Anstalten gab es allerdings auch Wannenbäder. Den größten Andrang gab es am Karsamstag mit insgesamt 2400 Badegästen.
Auch nach der allgemeinen Einführung von fließendem Wasser in den Städten blieben Volksbäder eine wichtige Einrichtung. Nach wie vor verfügten die wenigsten Wohnungen über ein eigenes Badezimmer, allenfalls konnte man in der Waschküche eine Volksbadewanne aufstellen; da das Wasser jedoch im Waschkessel mit Holz oder Kohlefeuer erhitzt werden musste, war dies aufwendig und mühevoll. Eigene Badezimmer gab es praktisch nur in den Häusern wohlhabender Schichten. Erst nach dem Zweiten Weltkrieg, und auch dort zuerst nur bei Neubauten, setzten sich Badezimmer auch in normalen Wohnungen langsam durch.

## Tröpferlbäder in Wien

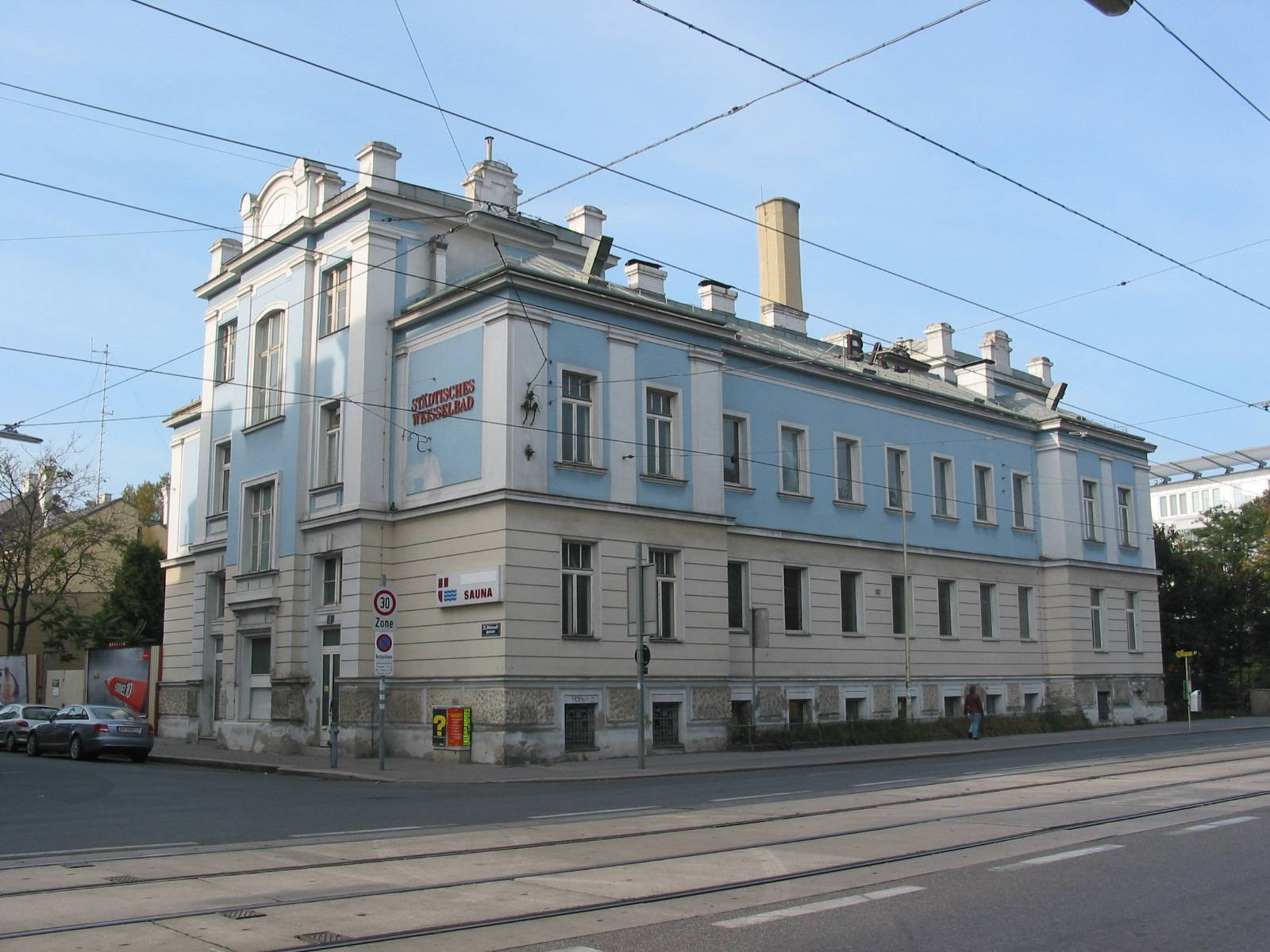
Das 2004 geschlossene Weisselbad war eines der wenigen Tröpferlbäder, die in einem eigenen Gebäude untergebracht waren es ist benannt nach dem Schutzbundführer Georg Weissel (2005)

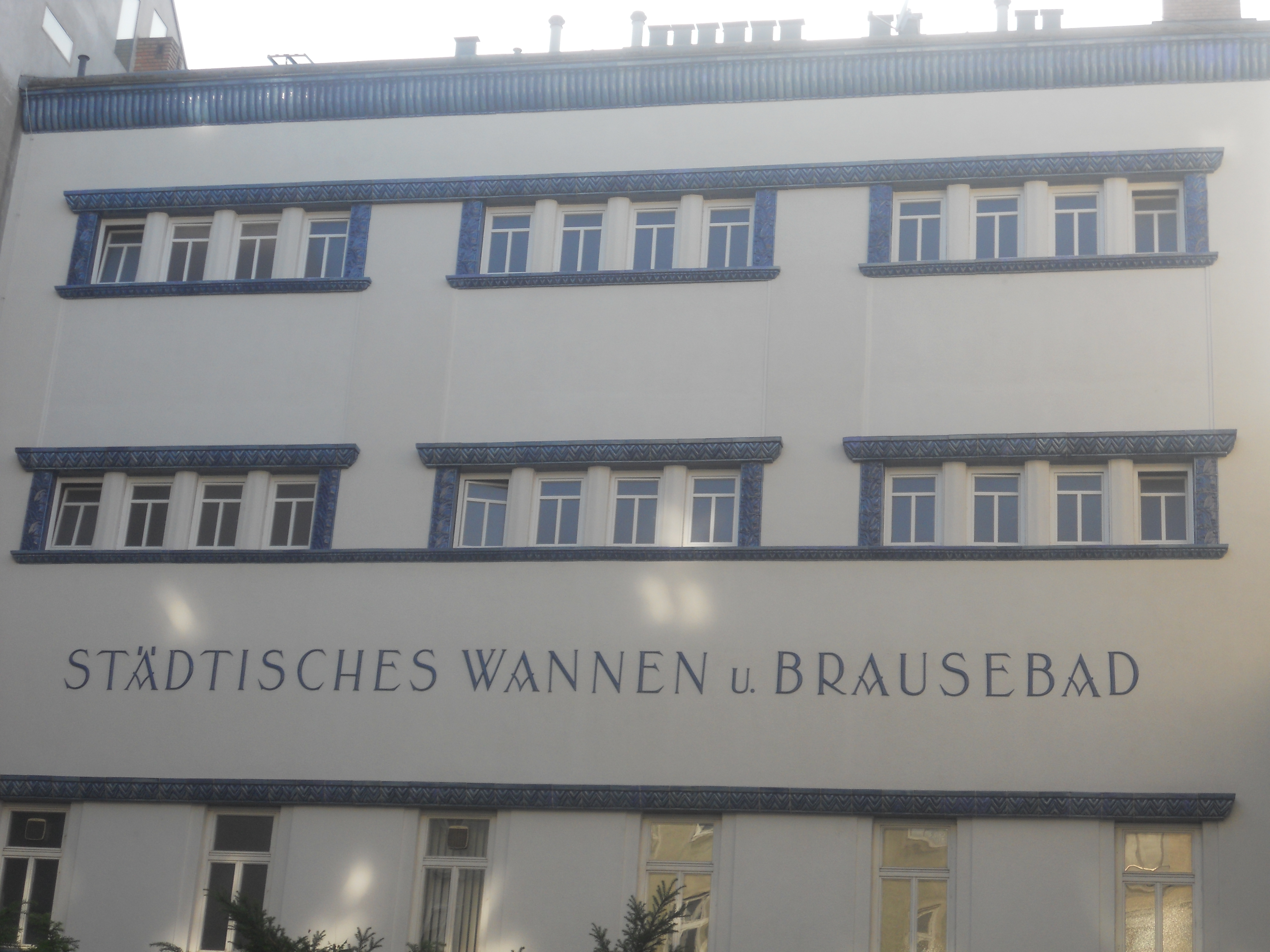
Das 1926 erbaute städtische Bad in der Wiener Apostelgasse, noch mit der Aufschrift Städtisches Wannen- und Brausebad (2011)

Die erste öffentliche Badeanstalt in Österreich war das 1804 erbaute Dianabad in Wien; nach dem Umbau 1842 verfügte es über 104 Kabinen. Außerdem gab es in der Stadt schon vor 1875 drei weitere große Bäder. Das erste echte Wiener Volksbad war die 1855 eröffnete Leopoldstädtische Bade- und Waschanstalt. Das erste sogenannte Tröpferlbad wurde dann am 22. Dezember 1887 in Wien in der Mondscheingasse 9, im Hof des ehemaligen Grundarmenhauses, eröffnet. Es war das erste europäische Volksbrausebad nach dem Vorbild Lassars, ganz ohne Wannen. Es hatte 42 Badestände für Männer und 28 für Frauen.
Der Name Tröpferlbad kam auf, weil es bei starkem Besucherandrang zu Engpässen in der Wasserversorgung kam und das Wasser aus den Brausen nicht mehr in Strömen floss, sondern eben nur noch tröpfelte. Da es eine gemeinsame Garderobe gab und die Duschen offen waren, mussten alle Nutzer eine sogenannte Badeschürze tragen, um den „Anstand“ zu wahren. Der große Erfolg führte 1890 zur Eröffnung zweier weiterer Tröpferlbäder in Wien. In der Folge wurden auch eigene Abteilungen für Mädchen und Knaben eingeführt. Diese insgesamt vier Abteilungen gab es noch bis 2003.
In der Folge entstand in fast jedem Stadtbezirk ein Bad, sodass statt des bisher üblichen Hochquellenwassers auch Brunnenwasser verwendet werden musste. 1908 wurde das Bad in der Mondscheingasse durch das noch heute existierende Tröpferlbad in der Hermanngasse im 7. Wiener Gemeindebezirk ersetzt. So entstanden bis zum Ersten Weltkrieg 19 Volksbäder in der Stadt. Nach einer größeren Pause wurde das Programm im „Roten Wien“ fortgesetzt. 1943 wurde wegen der Notlage im Zweiten Weltkrieg auf die Badeschürzen verzichtet.
Mit der Zunahme des Wohnungsstandards und der Verbreitung von privaten Badezimmern nahm die Besucherzahl stark ab. 1955 gab es noch 4.713.190 Besuche, 1995 nur noch 194.241. Nachdem Mitte der 2000er Jahre das Volksbad in der Geiselbergstraße in Simmering, das Ratschkybad in Meidling und das Weisselbad in Floridsdorf geschlossen wurden, gibt es heute in Wien nur noch ein einziges ausschließliches Tröpferlbad: das Volksbad 16 (heute „Volksbad Friedrich-Kaiser-Gasse“) in Ottakring. In weiteren vier Hallenbädern und in fünf Saunabädern sind noch Brausebad-Anlagen in Betrieb. Das älteste erhaltene Tröpferlbad befindet sich in der Einsiedlergasse in Margareten. Es wurde 1890 eröffnet und 1979 zum Saunabad umgebaut.
Das Bezirksmuseum Wieden ist in einem ehemaligen Tröpferlbad untergebracht, das dort unter anderem für Kunstausstellungen benutzt wird.

### Lied
Vom österreichischen Musikerduo der 1950er Jahre Pirron und Knapp wurde mit dem Lied „Im Tröpferlbad“ 1957 ein musikalisches Denkmal gesetzt.

## Bekannte Volksbäder

### Deutschland
- Altes Stadtbad Augsburg
- Stadtbad Bamberg
- Stadtbad Bochum
- Berlin
  - Stadtbad Kreuzberg
  - Stadtbad Lichtenberg
  - Stadtbad Neukölln
  - Stadtbad Mitte
  - Stadtbad Oderberger Straße
  - Stadtbad Wedding
- Braunschweig
  - Stadtbad Braunschweig
  - Volksbrausebad Ferdinandstraße
- Stadtbad Chemnitz

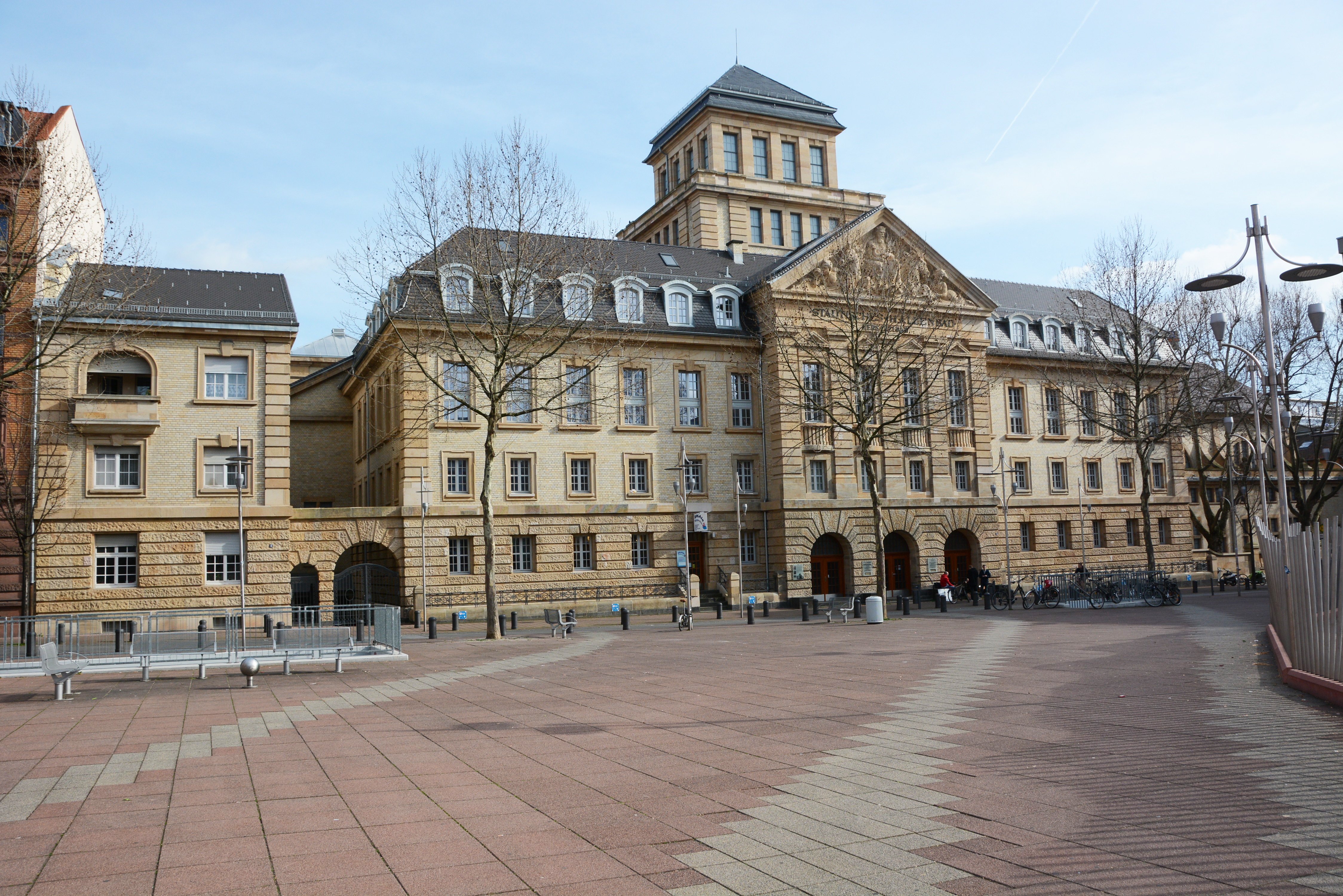
Das Herschelbad in Mannheim war mit 4530 m² überbauter Fläche eines der größten Hallenbäder in ganz Deutschland (2014)

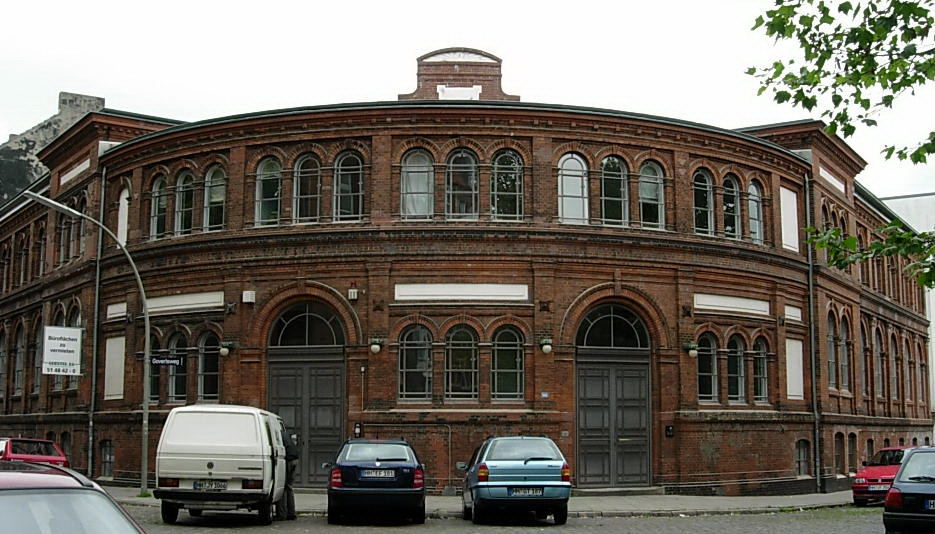
Das frühere Thedebad in Hamburg (2005)

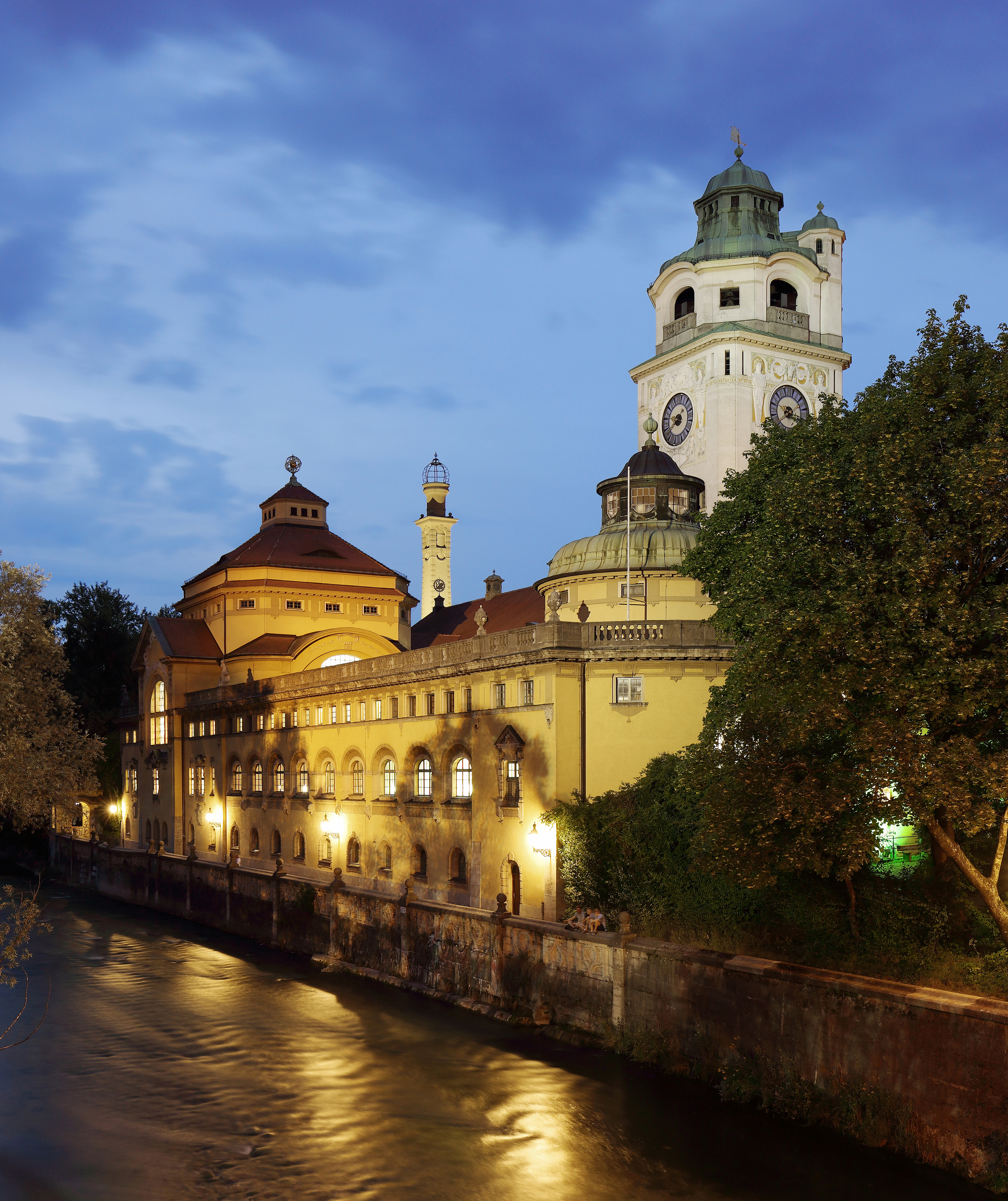
Müllersches Volksbad, München, eröffnet 1901 (2018)

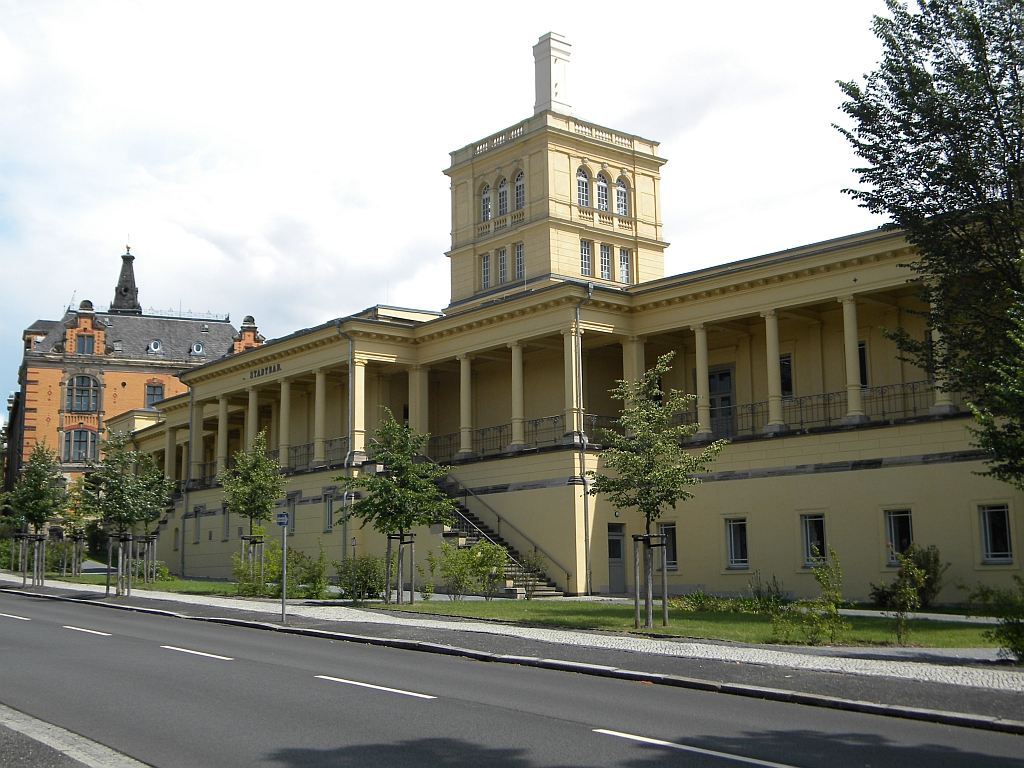
Stadtbad Zittau, 1874 fertiggestellt, ältestes noch genutztes Volksbad Deutschlands (2011)

- Ernst-Alexandrinen-Volksbad Coburg
- Jugendstilbad Darmstadt
- Nordbad Dresden
- Münster-Therme Düsseldorf
- Merkel’sches Schwimmbad Esslingen am Neckar
- Volksbad Flensburg
- Merianbad in Frankfurt am Main
- Stadtbad Halle (Saale)
- Altes Stadtbad Heilbronn
- Volksbad Jena
- Stadtbad Kempten
- Stadtbad Krefeld
- König-Albert-Bad Löbau (Sachsen)
- Herschelbad Mannheim
- Volksbad Mönchengladbach
- München
  - Müllersches Volksbad
  - Tröpferlbad, Thalkirchner Straße 98
- Städtische Badeanstalt Neuwied
- Volksbad Nürnberg
- Stadtbad Witten
- Wuppertal
  - Stadtbad Auf der Bleiche
  - Stadtbad Kleine Flurstraße
  - Schwimmoper Wuppertal
- Stadtbad Zittau
- Johannisbad Zwickau (erster Bauabschnitt von 1869)[5]

### Österreich
- Stadtbad Dornbirn
- Graz
  - Tröpferlbad Friedrichgasse (Graz) – seit 1996 auch: Museum der Wahrnehmung, das letzte geöffnete Volksbad in Graz
  - Gaswerkstraße, beim Bombenangriff vom 25. November 1944 schwer beschädigt[6][7]
- Geschichtliches Dampfbad Salurnerstraße (Innsbruck)
- Wien
  - Dianabad (Wien)
  - Amalienbad (Wien)

### Schweiz
- Bad- und Waschanstalt Winterthur
- Volksbad St. Gallen
- Basel

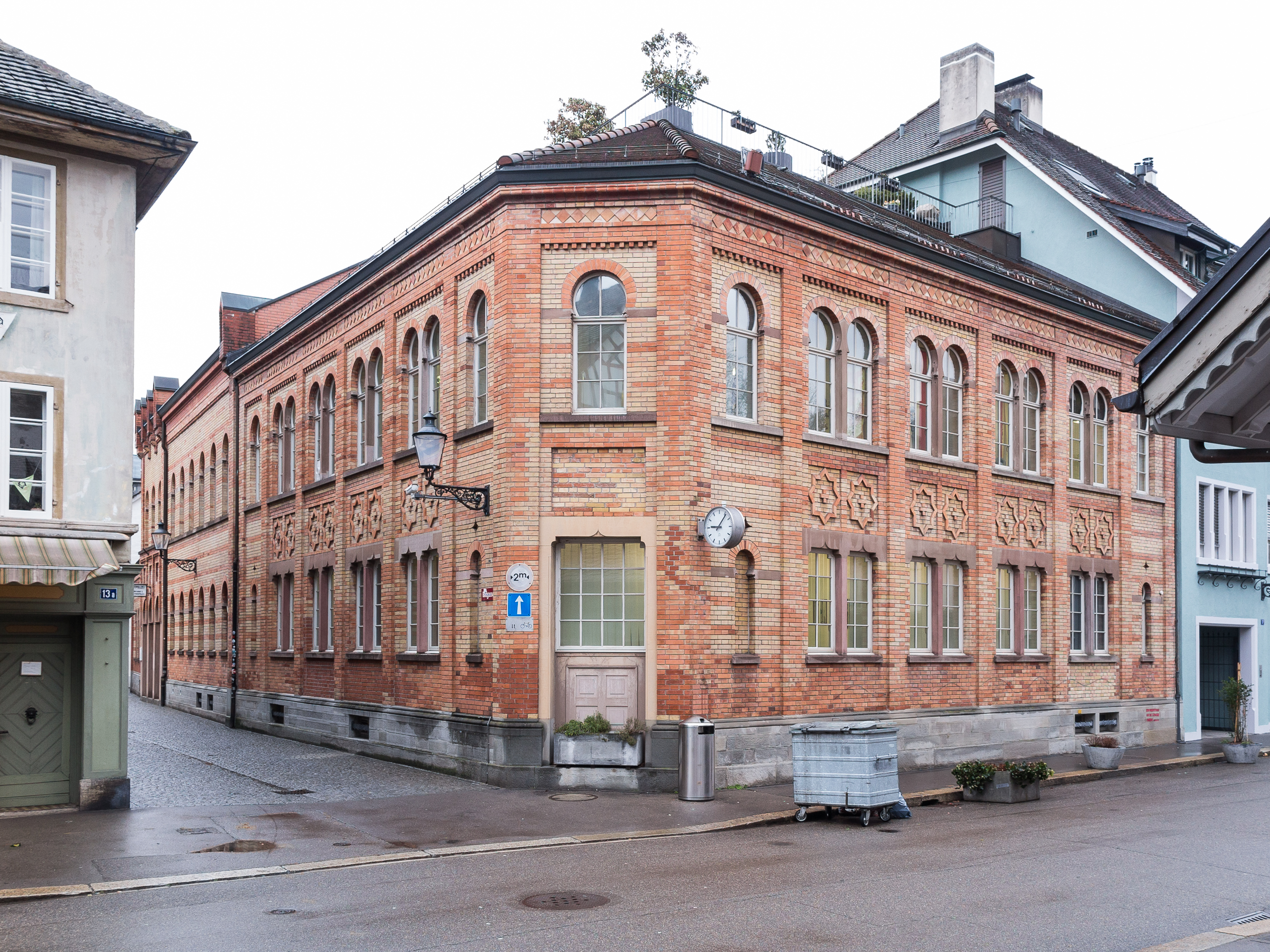
Bad- und Waschanstalt Winterthur

  - Nach einem ehemaligen „Brausebad“ ist die gleichnamige Tramhaltestelle benannt.
  - Das letzte Brausebad Basels, das Isteinerbad, Isteinerstrasse 76, wurde Ende Juli 2013 geschlossen, von Dezember 2013 bis Mai 2014 von einem Verein als Zwischennutzung nochmals betrieben[8] und war bei älteren, alleinstehenden Menschen und Ausstellern der Basler Waren- und Dienstleistungsmessen beliebt.[9]
  - Am Claragraben 96 befand sich ein Brausebad, das nach Plänen von Carl Leisinger erbaut und 1946 zum Kindergarten umfunktioniert wurde.

### Frankreich
- Volksbad (Argenteuil)